# Poppy Montgomery
Poppy Montgomery, född Poppy Petal Emma Elizabeth Deveraux Donahue den 15 juni 1972 i Sydney i New South Wales i Australien, är en australisk-amerikansk skådespelare. Hon är främst känd för rollen som Samantha Spade i TV-serien Brottskod: Försvunnen. Hon hade en av huvudrollerna i TV-serien Unforgettable 2011–2016.
Hon valde sin mors flicknamn, Montgomery, som sitt artistnamn. Poppy Montgomery har fyra systrar som också är uppkallade efter blommor. Poppy betyder vallmo på engelska.
Hon har en son, född 2007, tillsammans med skådespelaren Adam Kaufman, som hon var tillsammans med 2005–2011. I slutet av 2011 träffade hon Shawn Sanford, chef för livsstilsundersökningar på Microsoft. Paret gifte sig 2014 och har två barn.